# Erebia sudetica
Erebia sudetica е вид насекомо от семейство Nymphalidae. Видът е световно застрашен, със статут Уязвим.

## Разпространение
Разпространен е в Румъния, Франция, Чехия и Швейцария.
Регионално е изчезнал в Полша.